# Dichromate de pyridinium
Le dichromate de pyridinium (PDC), ou réactif de Cornforth, est un sel de pyridinium [C5H5NH]+ et de [Cr2O7]2−, de formule chimique [C5H5NH]2[Cr2O7]. Ce composé porte le nom du biochimiste australien John Warcup Cornforth, qui en a publié les caractéristiques en 1962.
Ce solide de couleur brun orangé forme des suspensions, mais est très soluble dans de nombreux solvants tels que l'eau, le N,N-diméthylformamide et le diméthylsulfoxyde, peu soluble dans l'acétone et les solvants organiques chlorés tels que le dichlorométhane.

## Synthèse
Il peut être obtenu par addition lente d'une solution aqueuse concentrée de trioxyde de chrome CrO3 à de la pyridine C5H5N. Cette réaction est susceptible de provoquer une explosion, ce qu'on évite en dissolvant complètement le trioxyde dans l'eau et en refroidissant la solution avec de la glace. Le produit est filtré, lavé à l'acétone, et séché jusqu'à l'obtention d'une poudre orange. Cette poudre est stable au contact de l'air, non hygroscopique, et a un pH presque neutre qui facilite sa manipulation ; il est peu acide du fait de la présence des cations pyridinium.

## Applications
Cet oxydant fort peut convertir les alcools primaires et secondaires respectivement en aldéhydes et en cétones, à la fois en solution ou sous forme de suspension. Cette application a été décrite pour la première fois en 1969 mais n'a été développée qu'en 1979 avec par exemple la conversion d'alcools primaires saturés dissous dans le N,N-diméthylformamide en acides carboxyliques plutôt qu'en aldéhydes, tandis que le dichromate de pyridinium ne convertit pas les alcools primaires allyliques et benzyliques en acides carboxyliques.
L'oxydation est habituellement réalisée aux conditions ambiantes, à pH quasiment neutre, dans le N,N-diméthylformamide ou le dichlorométhane ou leur mélange. Le choix du solvant ou des proportions du mélange affecte la vitesse de réaction, une teneur plus élevée en diméthylformamide entraînant notamment une oxydation plus forte. La vitesse d'oxydation lente de certains alcools peut être accélérée par l'ajout de tamis moléculaires, d'acides organiques, d'anhydride acétique ou de combinaisons des précédents. L'accélération par les tamis moléculaires fonctionne mieux lorsque le diamètre des pores est d'environ 0,3 nm, et elle n'est apparemment pas liée à leur capacité d'absorption de l'eau. Parmi les acides organiques, on peut ajouter de l'acide acétique, le trifluoroacétate de pyridinium ou le tosylate de pyridinium, le premier étant le plus efficace et le plus facile à éliminer. L'accélération obtenue est remarquable, mais la réaction passe inévitablement de pH neutre à acide. On obtient une accélération comparable avec l'anhydride acétique, qui est utilisé dans la chimie des oses et des nucléosides. L'accélération de la réaction dépend non seulement des additifs mais aussi de leur forme, de sorte qu'on préfère que tous les réactifs soient secs et fraîchement préparés, tandis que le dichromate de pyridinium et les tamis moléculaires doivent être finement broyés. L'inconvénient des accélérateurs est qu'ils peuvent favoriser simultanément plusieurs voies d'oxydation, réduisant ainsi la sélectivité de la réaction,.

## Sécurité
Sa structure et ses propriétés sont étroitement apparentées à d'autres composés à base d'oxydes de chrome hexavalent tels que le chlorochromate de pyridinium [C5H5NH]+[CrO3Cl]− et le réactif de Collins (C5H5N)2CrO3 (dans le dichlorométhane) ou le réactif de Sarett (dans la pyridine). Ces réactifs ne sont plus guère utilisés en raison de leur toxicité.
Le dichromate de pyridinium est très toxique pour la vie aquatique et peut causer des dommages à long terme à l'environnement s'il est rejeté en grande quantité. Il irrite la peau et les muqueuses et peut induire des réactions allergiques. Dans la mesure où il contient du chrome hexavalent, il est suspecté d'être cancérigène et, en tant qu'oxydant fort, le dichromate de pyridinium favorise les incendies, dégageant des oxydes d'azote, du monoxyde de carbone, du dioxyde de carbone et des oxydes de chrome.